# Eupithecia wettsteini
Eupithecia wettsteini är en fjärilsart som beskrevs av András Vojnits 1974. Eupithecia wettsteini ingår i släktet Eupithecia och familjen mätare. Inga underarter finns listade i Catalogue of Life.